# Пешехонов, Игорь Николаевич
Пешехонов Игорь Николаевич  (родился 23.06.1966, в городе Витебск, Беларусь)
Белорусский фотограф
Живёт и работает в городе Лида и Минске
Член Белорусского союза ветеранов войны в Афганистане (член совета 1990 -1998)
Член Kiokushin-kan Karate-do International с 2008 года
Член Белорусского творческого союза «Фотоискусство» (член совета 2003-2012)
Член Белорусского союза дизайнеров с 2002 г. по 2017 г.
Член Союза фотографов в Беларуси с 2024 г.
_________________________________________________________________________
встречаемая вариантная форма имени:
Пешехонов-Мицкевич, Игорь Николаевич (род. 1966) (рус.)
Игорь Пешехонов-Мицкевич (род. 1966) (рус.)
Пешахонаў-Міцкевіч, Ігар Мікалаевіч (нар. 1966)
Пешахонаў, Ігар Мікалаевіч (нар. 1966) (бел.)
Igor Peszechonov-Mickewicz (польск.)
Igor Peshekhonov (англ.)
Ihar Peshakhonau (англ.)

## Биография
Игорь Николаевич Пешехонов родился 23 июня 1966 года в городе Витебск, в районе Пескова́тик, Пескова́тики (в просторечии — Пески́)
Мама: Пешехонова (Мицкевич) Лариса Константиновна, г. Витебск, в годы ВОВ вывезена нацистами из Витебска,
малолетняя узница концлагеря в Германии. Вместе с матерью и бабушкой в концлагере им удалось выжить и вернуться домой. 
Окончила школу с золотой медалью, окончила институт в Ленинграде, работала энергетиком Витебскэнерго, начальником Энергосбыт г. п. Бешенковичи.
Отец: Пешехонов Николай Николаевич родом из Орловской области, Россия. Окончил институт в Ленинграде.

Пешехонов И.Н. учился в средней школе №22 г. Витебска. до 8 класса, посещал фотокружок. 9-10 классы в г. п. Бешенковичи, Витебского района
Окончил Витебское ТУ №19 бытового обслуживания, специальность Фотограф. Диплом с отличием. (1983-1985 г.)
Служба в армии 1985-1987, Афганистан, 56 ДШБ, ВДВ, солдат. Был неофициальным фотографом части.
"…в желании фотографировать происходящие события рвётся на передовую в составе боевого отряда прапаганды и агитации (БОПА), развед роты Бригады, развед взвода батальона, развед группы на выполнение боевых заданий: идти в горы, зачистки, колонны сопровождения, облёты, десантировки, реализации разведданных, выходы на караваны, боевое обеспечение. Выполнял приказы, задачи, участвовал в боевых действиях в составе группы из двух, 12 бойцов, и больших «армейских операциях».
Дважды случались контузии и необходимо было обратиться в госпиталь (подтверждённые справками из госпиталя № 857 и № 124):
Первый случай «…проявил мужество и героизм во время ведения боевых действий 25 февраля 1987года получил травму Минно-взрывная травма…»
Второй случай «…во время боевых действий 8 сентября 1987 года получил травму. Взрывная травма. Акутравма. Травма боевая…»
Командир 56-й десантно-штурмовой бригады подполковник Евневич Валерий Геннадьевич, (позже Герой России, Генерал-полковник) за умелые действия при десантировании, после боевой операции на Вардак, представил солдата Пешехонова к награждению медалью «За Отвагу», июль 1987 год.
"… Дважды поощрялся гауптвахтой , на 3 и 4 суток."
Награждён Медалью «За Отвагу» 18 ноября 1988 году
«…уже дома, в военкомате, военный просто дал картонную коробочку с моей фамилией, пожал руку, и…, и всё, я вышел из военкомата, и не соображаю, что мне делать. Пришёл домой порадовал семью…»
Награждён рядом других государственных медалей, знаков, почётных грамот СССР, ДРА, РФ, РБ.
"...солдату Пешехонову удалось не только фотодокументировать «на боевых действиях», «в расположении части», но и сохранить плёнки, некоторую часть. И уже дома анализируя, делать выставочные проекты о той необъявленной, как её увидел неангажированный 20-летний солдат, но уже зрелый фотограф."
Как подметил Его лучший друг и наставник Владимир Парфенок «...моя чужая война» 
Участвуя в кураторском фотопроекте Владимира Парфенка «Моя чужая война», в Галерее визуальных искусств NOVA, лучший друг Игоря, Дмитрий Кароль писал в своей аналитической статье о выставке:
«…Проснуться на войне – это как проснуться в чужой стране, где военная техника проводит непонятные маневры над горами и пустынями, где ты смотришь в прицел не на врага, а на окружающий ландшафт, пробуя выделить из его отчуждённости лицо врага прежде, чем он тебя уничтожит...»
                                                                                    Кароль Дмитрий. «Чужая война фотографа Пешехонова». опубликована в «Мастацтва» 1999 №8 Минск

## Персональные фотовыставки
С 1988 по 2005 год
Двадцать три персональных фотовыставки "Афганистан", разные версии,  в художественных галереях, 
выставочных залах, РДК, домах офицеров, в городах Белоруссии: Лида, Гродно, Минск, Бобруйск, Борисов, Витебск, Щучин
1999 - "Моя чужая война" Галерея визуальных искусств NOVA. Кураторы Владимир Парфенок, Дмитрий Король. Минск
2005 - «Была война» выставочный фотопроект 60-летию Победы посвящается, историко-художественный музей, Лида
2007- «Зимний Новогрудок», дом-музей Адама Мицкевича, Новогрудок.          
2008 - «Железобетон: материя памяти», Городская художественная галерея произведений Л.Щемелёва, куратор Дмитрий Король. Минск
2008 - Фотовыставка «Гута», в рамках Выставки «Мир стекла» к 125 лет стеклозавода «НЕМАН»  Национальный художественный музей, Минск. 
2011 - «Думка белорусская», Городская художественная галерея произведений Л.Щемелёва куратор Татьяна Бембель. Минск
2018 - «Фотографические опыты с обнажённым человеческим телом» Народный фотоклуб «МИНСК» Минск.
- 11 других персональных проектов.

## Участие в проектах
1999 - "Krajobraz Górski " XIX Miedzynarodowy konkurs fotograficzny MOK Nowy Targ,
          ZWIĄZEK POLSKICH ARTYSTÓW FOTOGRAFIKÓW, книга-каталог
2000 - "Таинство материнства" Фотоконкурс, Музей современного искусства, Минск.     
2000 - «Фотография решающего момента: белорусский вариант» Выставочный проект
          из цикла «Аспекты современной белорусской фотографии»,
          Галерея визуальных искусств NOVA, куратор Владимир Парфенок. Минск
2000 - «Частная история коллектива» Выставочный проект
          из цикла «Аспекты современной белорусской фотографии»,
          Галерея визуальных искусств NOVA, куратор Владимир Парфенок. Минск             
2001 - "How are You?" International Photographic Exhibition, Prospekto galereija, 
          куратор Антанас Суткус. Вильнюс. книга-каталог 
2002 - «Диктатура Тела. Аспекты белорусской акт-фотографии», из серии выставочных проектов  
          «Белорусская фотография: на стыке столетий». куратор Владимир Парфенок
           Галерея визуальных искусств NOVA, Минск 
2002 -  International exhibition "CALENDAR! WORKS ON PAPER BY 365 CONTEMPORARY 
           ARTISTS" Studio Tommaseo of Trieste, Trieste Contemporanea, Italia 
«ПроФотоАрт-2002». «ПроФотоАрт-2003» «ПроФотоАрт-2005» «ПроФотоАрт-2006»
Республиканский фотографический конкурс-выставка-календарь «Кодак» и NOVA. Минск, призёр. 
2004 - «Дежавю. Современное белорусское фотоискуство»,
           Художественная галерея «Университет культуры», Дворец Республики, Минск.
2006 - «NOVA TOP-40». коллективный выставочный проект к 10-и летию галереи NOVA,
           Галерея визуальных искусств NOVA,. Минск
2007 - «Homo esteticcos» («Homo pulcher»). Международная художественная выставка
          Авторский проект художника Федора Ястреба. Галерейно-выставочный комплекс,
          Национальная библиотека Беларуси. Минск
2007 - «Idée fixe» Концептуальная фотография в Беларуси 1986-2006 гг.»
           ретроспективная выставка, FujiFilm Fjnjgrafijos galereija, Каунас,
           организаторы и кураторы NOVA: Дм.Король и Вл.Парфенок
2007 - «Человек и колесо» Международная художественная выставка
           Национальная библиотека Беларуси. Галерея «Ракурс», Минск 
2007 - «Арт–Крок» Международная художественная выставка
           Национальная библиотека Беларуси. Галерея «Ракурс», Минск
2007 - «Запаянный в пиджак» artХаус проект Л. Гаврилюк. Галерея Подземка. Минск.
2009 - ФотоПроект в офис «Альфа-банк» Минск, Куратор А.Шинкаренко.        
2009 - «Минские фотографии. Частная жизнь» Третий республиканский фотоконкурс
           Галерея визуальных искусств NOVA, «МОНОЛОГ». Минск. (книга-каталог) призёр

### Проект «Фотографическая экспедиция»
Участники проекта: Дмитрий Король, Владимир Парфенок, Игорь Савченко, Игорь Пешехонов
Выставки по итогам фотоэкспедиций:
- 2008 - «Фотографическая экспедиция: к западу от Минска» Галерея визуальных искусств NOVA

- 2010 - «Фотографическая экспедиция-2» Выставка-квартирник в мастерской И.Пешехонова. Минск [11]

- 2011 - «Фотографическая экспедиция-3 Полесье» Городская художественная галерея произведений Л.Щемелёва, Минск

2010 - «Тихая жизнь» к 200-летию со дня рождения художника Ивана Хруцкого.
             Национальная библиотека Беларуси, куратор Ястреб Ф.А.
2010 - «Фотоизмерение» в рамках фестиваля экспериментального искусства «Арт-сегмент»
          Минск, Дворец искусства
2010 - «Opening the Door? Belarusian Art Today» Выставка, Вильнюс. (книга-каталог)
           Центр современного искуства, kurator Kęstutis Kuizinas
2011 - «Otwierając drzwi? Sztuka białoruska dzisiaj» Wystawa, Zachęta,
           Narodowa Galeria Sztuki. Warszawa. Kurator Kęstutis Kuizinas                      
2011 - «Терра Нова III» Международный фестиваль цифрового искусства, куратор Ястреб Ф.А.
           Международная гильдия живописцев и Национальная библиотека Беларуси.
            Галерея «Ракурс», диплом 2 место
2012 - «NOVA.THE VERY BEST» 100-я юбилейная выставка галереи. Минский центр фотографии
2012 - «Terra Nova IV» Международный фестиваль цифрового искусства
          Национальная библиотека Беларуси, диплом 1 место, в номинации «Цифровое фото»
          за проект «Думка белорусская», куратор Ястреб Ф.А.
2013 - Документальный фильм «Афганистан. Я помню». «Беларусьфильм» 2013
          Консультации автора сценария и режиссёра фильма Халима Хасанова  
2014 - Выставка «Минская школа фотографии» из фондов Государственного музейно-
           выставочного центра РОСФОТО, РФ, Санкт-Петербург (книга-каталог)
2015 - «Говорящее тело» Ретроспективная выставка фотографий из коллекции
           галереи визуальных искусств NOVA, куратор Вл.Парфенок,
           Национальный Центр Современных Искусств РБ, Минск
2017 - «ZMIENIAJAC RZECZYWISTOSC» Благотворительная выставка художников
          /Изменяя реальность/ Panstwowa Galeria Sztuki, Sopot, Польша.
2018 - «Архив тела/Тело архива», проект «Археология белорусской фотографии»,
          куратор Вл.Парфенок, Мемориальный музей-мастерская Заира Азгура, Минск,
2018 - «Когда ёлки были большими», Выставочно-исследовательский проект
          «Археология белорусской фотографии» куратор Вл.Парфенок, НЦСИ РБ, Минск.
2018 - «PRO ЁЛКИ» выставочный проект НЦСИ РБ, куратор Вл.Парфенок, Минск                   
2019 - «Элиза Ожешко» Пленэр художников. Куратор Анджей Филипович. Гродненский р-он.            
2021 - «Секвенции», проект «Археология Белорусской фотографии» куратор Вл.Парфенок
           Мемориальный музей-мастерская Заира Азгура, Минск
2021- «Минская школа фотографии» Выставка из фондов музейно-выставочного центра
          РОСФОТО, Национальная библиотека Беларуссии, Минск

## Фотоальбомы
автор фотографий и автор-составитель фотоальбомов :
2005   «Лида» издательство «Беларусь» г.Минск
2006   «Новогрудок» издательство «Беларусь» г.Минск
2007   «Краявиды Лидчины» издательство «Беларусь» г.Минск
2008   «Слоним» издательство «Беларусь» г.Минск
2009   «Новогрудок» издательство «Беларусь» г.Минск
2009   «Сморгонь» издательство «Беларусь» г.Минск
2010   «Лидский край» издательство «Беларусь» г.Минск
2011   «Молодеченский край» издательство «Беларусь» г.Минск
2017   «Молодеченский край» издательство «Беларусь» г.Минск

## Книги, каталоги
2005  “Фотоискусство и фотобизнес в Беларуси” Справочник.  
                     С.Кожемякин,И.Петрович,Творческий Союз Фотоискусство. Минск. с.37,44,45,47
2007   «Принеманье. Гродненская область» Фотоальбом, Состаление А.И.Лосминский. участие, фото
2008   «Кто есть кто. Дизайн внутри и снаружи». Справочник. Сурский Д.О.
                      Белорусский союз дизайнеров. Минск. И.Пешехонов с.158
2009   «Афган. Пламя войны». Благотворительный фонд «Память Афгана» Минск. с. 224,
                       22 фотографии по тексту (книга)
2009   «1200 фотоаппаратов из СССР:каталог-классификатор» . Музей «МИР ФОТО»
Изд. Суглоб В.П., Кочергин С.Н., Шатерник Г.М. Минск.с.616
2009   «Минские фотографии. Частная жизнь» фотоальбом.
                        В.Парфенок, А.Андреев. изд.Регула. Минск (книга-каталог)
2010   «Opening the Door? Belarusian Art Today». Центр современного искусства,
                         Вильнюс, с. 110-111,140. (книга-каталог)
2011   «Мастацтва у сацыяльнай прасторы» Ф.А.Ястраб-Минск, изд.«Кузьма» с.93 (книга-каталог)
2013   «Радиус нуля. Онтология арт-нулевых 2000-2010», Изд.И.П.Логвинов.Минск.2013г.
                        с.484,511,517(книга-каталог)
2014   «Минская школа фотографии». Государственный музейно-выставочный центр фотографии
                         РОСФОТО, С.-Петербург, Россия, с. 124-127,152,178,179 (книга-каталог)
2014   «Творческая фотография в Беларуси. Опыт Галереи визуальных искусств NOVA
и Белорусского фотографического веб-альманаха photoscope.by. 1996-2013.»
                        Сост. и ред. В.П. Парфенок, Артия Групп, Минск, с. 62-63,96-97,105-107,
                        136-141,222,226, 235,240,266,268,271,272,278,280,281,285,286,287,289(книга-каталог
2016   «ТУТЭЙШЫ ДЫЗАЙН. Асобы. Рэчы» Даведнiк. Складальнiк Сурский Д.О.
Белорусский союз дизайнеров. Минск. И.Пешехонов с.315, и благодарность за помощь в создании                                                                          
2019    «Чеслав НЕМЕН» фотоальбом, идея-текст Вера Савина, дизайн Виталия Раковича. Фото и благодарность за помощь. 

## Периодические издания
1999/1     «Армия» журнал мин обороны РБ. 20 иллюстраций к 10-летию вывода войск. Текст «Игорь Пешехонов: солдат и фотограф»
2005/17   Журнал «Мишпоха» Еврейский культурный центр г. Витебск. с.161
2002/6     «PROдизайн» журнал Белорусского союза дизайнеров, Владимир Парфенок,«ПроФотоАрт-2002». с.61
2004/11   «PROдизайн» журнал Белорусского союза дизайнеров, с.40 «провинциальный плагиат»Алла Бибикова.
                                   с.62 Событие… о выставке И.Пешехонов «Фотографические опыты»
2005/16   «PROдизайн» журнал Белорусского союза дизайнеров, Владимир Парфенок,«ПроФотоАрт-2006». с.54
2007/17   «PROдизайн» журнал Белорусского союза дизайнеров, Константин Михеев,
                                   «Кто есть кто в белорусском дизайне - И.Пешехонов. Взгляд в поисках языка» с.70-72 
1999 №8  «Мастацтва» Минск, Кароль Дмитрий. «Чужая вайна фатографа Пешахонава».
2007 №8  «Мастацтва» Минск, «Канцептуальныя пошукi беларускай фатаграфi» (про «Idée fixe»). 
"Памiж суб,ектам i целам"Н.Шаранговiч. (про «Чалавек i кола») 
2009 №3   «Мастацтва» Минск, Белявец Алеся. «Вандроука на захад»(про «Фотографическая  экспедиция: к западу от Минска»)                                                   2009 №8   «Мастацтва» Минск, Кароль Дмитрий,Андрей Корбут «Дыягносты часу» с.37-39.
2011 №6   «Мастацтва» Минск, Белявец Алеся. «Думка…» Iгара Пешахонава»
2020 №7   «Мастацтва» Минск, Амелькович Дарья «Опыт РОСФОТО» с. 8-13
2006 №10  «МОНОЛОГ» Ежегодный альманах свободного творчества. Алексей Андреев.«Игорь Пешехонов. Возвращение с войны». Минск. с.184-199          2010 №14  «МОНОЛОГ» Ежегодный альманах свободного творчества «К западу от Минска», Алексей Андреев. Минск. с.48-67
2015 №19   «МОНОЛОГ» Ежегодный альманах свободного творчества. Алексей Андреев. Минск.Иллюстрации И.Пешехонов. с.172,176-177,182-185